# Brodick

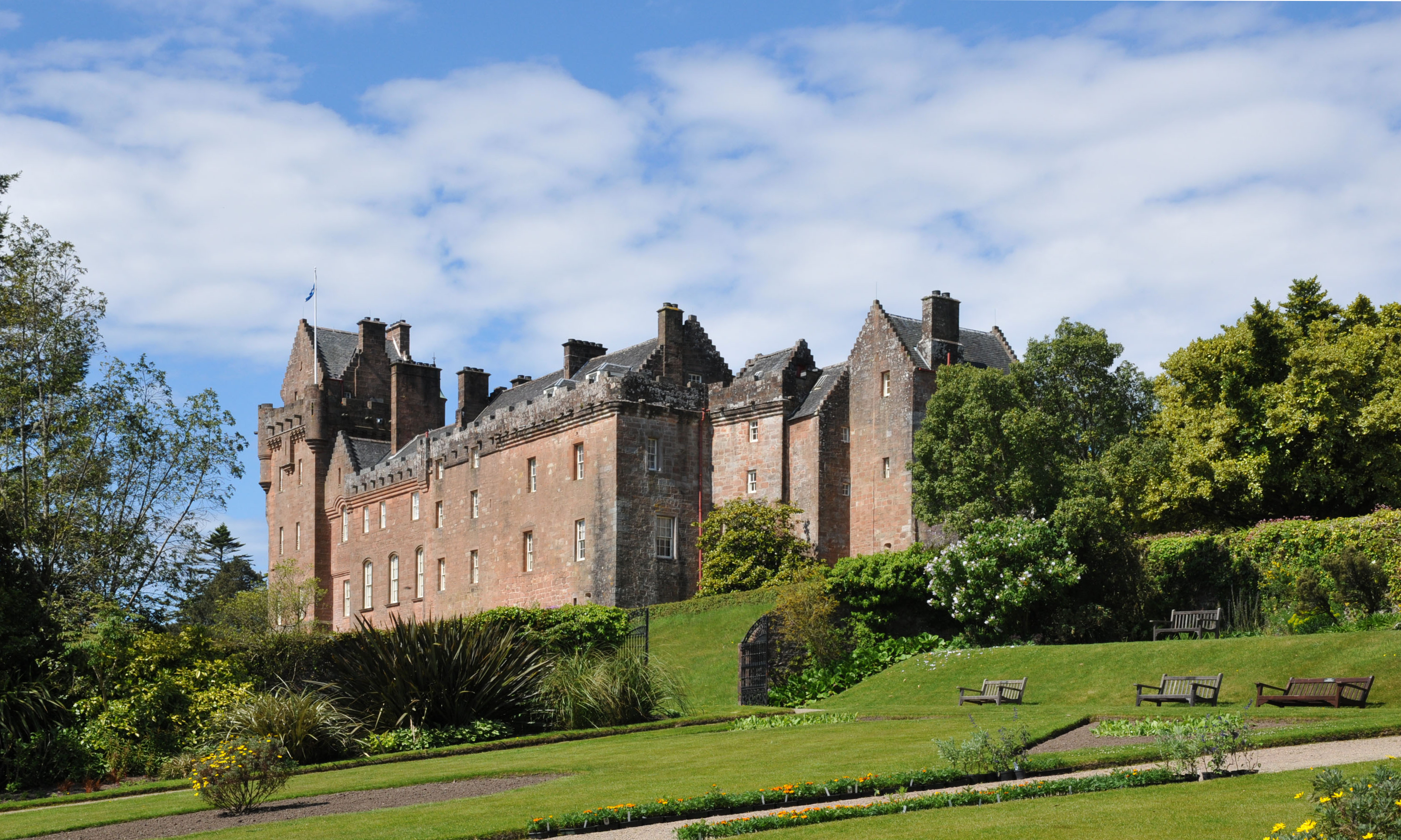
Hrad Brodick

Brodick (skotskou gaelštinou Breadhaig, též Tràigh a' Chaisteil, v překladu pak Hradní pláž) je po Lamlash druhá největší vesnice na ostrově Arran. Leží na východním pobřeží ostrova, v zátoce Brodick Bay, přes záliv Firth of Clyde od zbytku Skotska. Nad městem se tyčí Goat Fell, nejvyšší hora Arranu.
Jméno obce pochází z norštiny a znamená Široká zátoka.

## Hrad Brodick
Hrad Brodick je hrad nedaleko Brodicku. Dříve býval sídlem Vévody z Hamiltonu, nyní jej však vlastní charitativní organizace The National Trust for Scotland.